# Bahnhof Chișinău

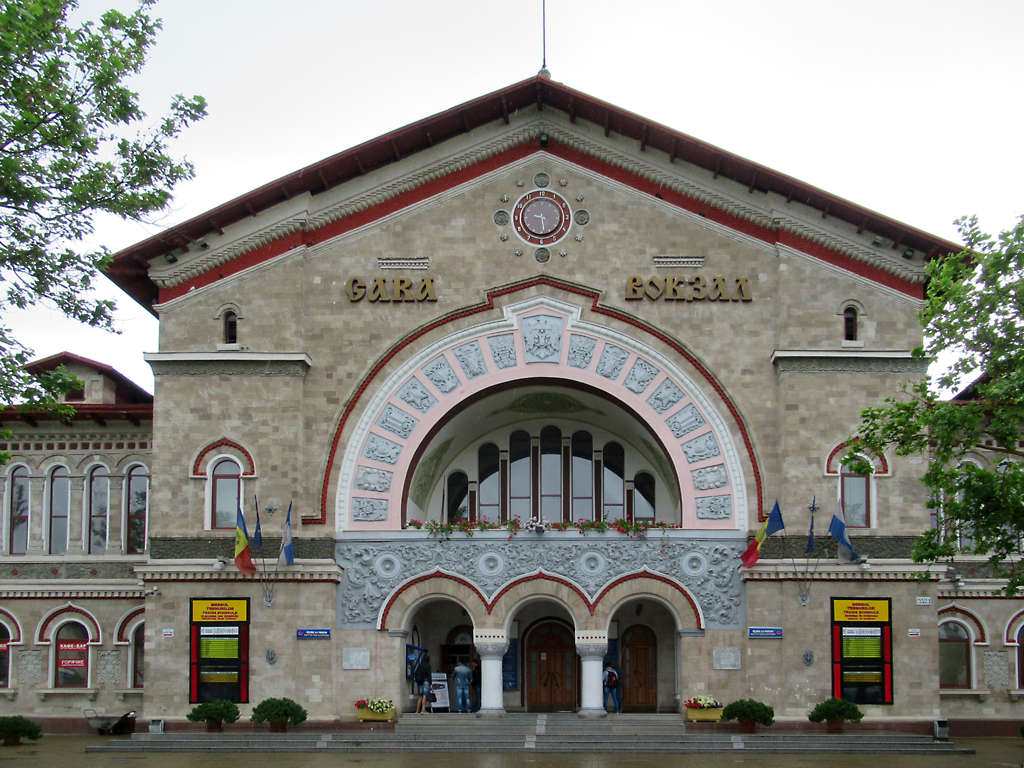
Zweisprachig beschriftetes Empfangsgebäude, Straßenseite

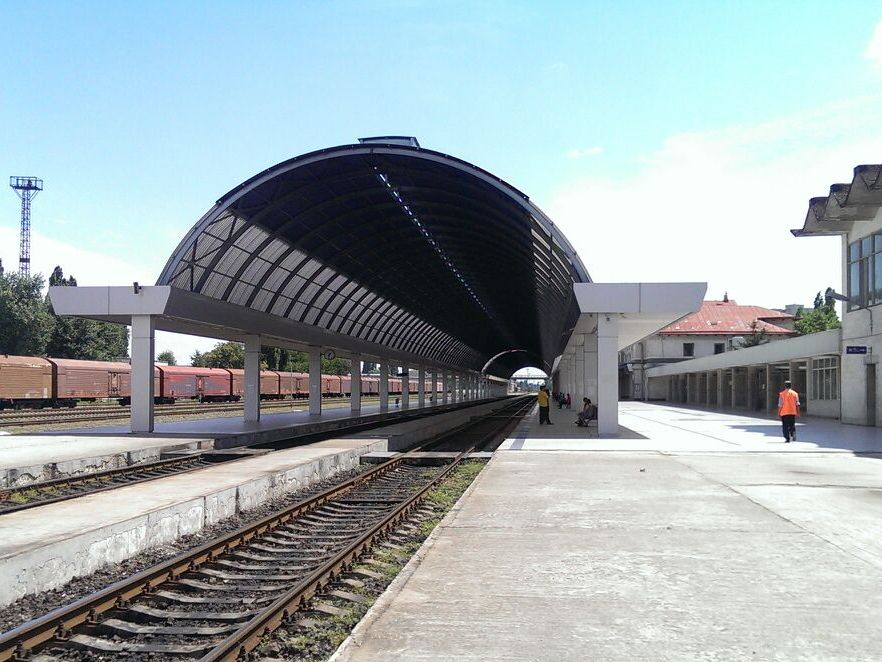
Bahnhofshalle

Der Bahnhof Chișinău ist ein Durchgangsbahnhof in der Republik Moldau und der wichtigste Bahnhof der Hauptstadt Chișinău. Er wird unter anderem von internationalen Fernzügen in die Ukraine und nach Rumänien bedient.

## Geschichte und Betrieb
Der Bahnhof wurde am 28. August 1871 mit der Eröffnung der Bahnstrecke Tiraspol–Chișinău eröffnet.
Die Gleise sind, wie in der gesamten Republik Moldau, in Breitspur ausgeführt. Der Bahnhof hat drei Bahnsteiggleise und einige Abstellgleise. Die gesamten Bahnanlagen werden von der Calea Ferată din Moldova betrieben.
Von Chișinău verkehrt täglich ein Nachtzug nach Bukarest, der in Ungheni umgespurt wird. Alle zwei Tage fährt ein Direktzug nach Kiew, der unter anderem in Ungheni, Bălți und Ocnița hält. Täglich verkehrt auch ein Zugpaar nach Iași Socola. Im Regionalverkehr besteht lediglich ein Zugpaar nach Ungheni.
Im Bahnhofsgebäude befinden sich ein Fahrkartenschalter, eine Geldwechselstube und ein Café. Der Bahnhof befindet sich südöstlich des Stadtzentrums und ist mit Trolleybussen und Autobussen an das städtische Nahverkehrsnetz angebunden.